# Atami
Atami (Japans: 熱海市, Atami-shi) is een stad in de prefectuur Shizuoka in Japan.

## Demografie
Begin 2010 had de stad bijna 40.000 inwoners. De oppervlakte van de stad is 61,56 km².
De stad Atami werd gesticht op 10 april 1937. Atami stond echter al sinds de 8e eeuw bekend als resort, en kende bekende gasten zoals Minamoto no Yoritomo en Hojo Masako.

## Economie
In 1950 riep de Japanse regering Atami uit tot "Internationale toerisme en cultuur stad".

## Transport

### Treinverkeer
In 1964 werd het toerisme verder aangemoedigd toen het station Atami werd aangesloten op de Tokaido Shinkansen hogesnelheidslijn. Verder heeft station Atami ook een stop op de drukke Tokaido-lijn. Door haar goede bereikbaarheid is de stad de populairste locatie voor strandvakanties in Groot-Tokio.
- Tokaido Shinkansen - Station Atami
- Tokaido-lijn - Station Atami
- Ito-lijn - Station Atami, Station Kinomiya, Station Izu-Taga, Station Ajiro

### Hoofdwegen
- Nationale autoweg 135
- Prefecturale wegen 11, 20 en 80.

## Bezienswaardigheden
- Atami kustgebied
- Izu skyline

## Aangrenzende steden
- Itō
- Izunokuni

## Zustersteden
- Beppu in de prefectuur Oita in Japan
- San Remo in Italië vanaf november 1976
- Cascais in Portugal vanaf juli 1990
- Acapulco in Mexico

## Geboren in Atami
- Yuji Ohno (大野 雄二, Ōno Yūji) - (1941), jazz musicus
- Mitsuko Uchida (内田光子, Uchida Mitsuko) - (1948), pianiste
- Yuka Imai (今井 由香, Imai Yuka) - (1970), stemactrice